# Station Welden
Station Welden was een spoorwegstation langs spoorlijn 89 (Denderleeuw - Kortrijk) in Welden, een deelgemeente van de Belgische stad Oudenaarde.
Dit station was een halte zonder stationsgebouw.
Het bevond zich op de spoorlijn 89 op 32,5 km van Denderleeuw, tussen het station Sint-Denijs-Boekel en het station Ename.
Deze stopplaats lag aan de Sleegstraat richting Zottegem, aan de voet van de Hoge Berg te Welden.

## Aantal instappende reizigers
De grafiek en tabel geven het gemiddeld aantal instappende reizigers weer op een week-, zater- en zondag.
| Tabel: aantal instappende reizigers station Welden | Tabel: aantal instappende reizigers station Welden | Tabel: aantal instappende reizigers station Welden | Tabel: aantal instappende reizigers station Welden |
|                                                    | Weekdag                                            | Zaterdag                                           | Zondag                                             |
| -------------------------------------------------- | -------------------------------------------------- | -------------------------------------------------- | -------------------------------------------------- |
| 1977                                               | 61                                                 | 3                                                  | 3                                                  |
| 1978                                               | 72                                                 | 7                                                  | 3                                                  |
| 1979                                               | 62                                                 | 3                                                  | 2                                                  |
| 1980                                               | 57                                                 | 2                                                  | 2                                                  |
| 1981                                               | 55                                                 | 2                                                  | 3                                                  |
| 1982                                               | 104                                                | 3                                                  | 14                                                 |
| 1983                                               | 36                                                 | 0                                                  | 0                                                  |

0,0: Denderleeuw ·
2,1: Welle ·
3,9: Haaltert ·
6,5: Ede ·
11,2: Burst ·
13,0: Terhagen ·
14,3: Herzele ·
16,0: Hillegem ·
17,6: Leeuwergem ·
20,2: Zottegem ·
25,8: Roborst ·
27,5: Munkzwalm ·
30,0: Sint-Denijs-Boekel ·
32,5: Welden ·
34,7: Ename ·
37,5: Oudenaarde ·
41,0: Petegem ·
43,2: Elsegem ·
45,7: Anzegem ·
49,1: Sterhoek ·
53,8: Vichte ·
56,6: Deerlijk ·
59,8: Stasegem ·
63,3: Kortrijk